# Antoine Viguier
Pour les articles homonymes, voir Viguier.
Antoine Catherine Viguier est un homme politique français né le 27 avril 1770 à Saint-Étienne (Loire) et mort le 13 mars 1826 à Carcassonne (Aude).

## Biographie
Fils de Jean-Baptiste Viguier, ancien député aux états-généraux de 1789, il est avocat à Carcassonne et député de l'Aude en 1815, pendant les Cent-Jours.

## Sources
- « Antoine Viguier », dans Adolphe Robert et Gaston Cougny, Dictionnaire des parlementaires français, Edgar Bourloton, 1889-1891 [détail de l’édition]